# Optatissima pax
Optatissima pax è la tredicesima enciclica pubblicata da papa Pio XII il 18 dicembre 1947.

## Contenuto
Il Papa chiede pubbliche preghiere per ottenere la pacificazione dei popoli.